# برترام ألين
برترام ألين (بالإنجليزية: Bertram Allen)‏ هو عسكري جنوب أفريقي، ولد في 29 نوفمبر 1875، وتوفي في 1957.